# Tassilo von Grolman
Tassilo von Grolman (* 23. Dezember 1942 in Iserlohn) ist ein deutscher Produktdesigner.

## Werdegang
Von Grolman absolvierte zunächst eine Lehre zum Maschinenschlosser bei AEG in Oldenburg mit anschließendem Maschinenbau-Studium in Lage/Lippe. Danach war er ein Jahr Ingenieur-Assistent auf der MS Santa Rosa / Reederei Hamburg-Süd und beendete sein Maschinenbaustudium in Berlin. In Kassel studierte er an der damaligen Werkkunstschule, später Hochschule der Bildenden Künste, einer Vorläuferin der Universität Kassel, mit dem Abschluss als Diplom-Industriedesigner. Er war Assistent bei Professor Arnold Bode im Bereich Ausstellungsplanung. Anschließend sammelte er Erfahrungen in Werbeagenturen (TBWA und Lürzer Conrad) und in einem Architekturbüro in Frankfurt am Main. Seit 1975 leitet von Grolman ein eigenes Designbüro, zunächst in Frankfurt am Main und in Oberursel (Taunus). Seit Sommer 2011 lebt und arbeitet von Grolman in Berlin. Er hat sich auf Produktdesign und Design-Beratung spezialisiert.

## Tätigkeiten
Sein Name steht für zahlreiche erfolgreiche Designprodukte, vor allem im gehobenen Segment Tischkultur und Küche. Seine Produkte sind mittlerweile Designklassiker wie u. a. die Isolierkannen Achat, BigMama und HotelDesign von Alfi und die seit 1983 für Mono gestaltete Teekannenserie, die zum 25-jährigen Jubiläum 2008 in Sterlingsilber von der Bremer Firma Koch & Bergfeld in limitierter Auflage hergestellt wurde.
Von Grolmans Produkte werden in nationalen, z. B. im Museum für Angewandte Kunst Köln, und internationalen Museen, z. B. im Metropolitan Museum of Art in New York City,  ausgestellt. Für seine Arbeiten erhielt er zahlreiche nationale und internationale Auszeichnungen, u. a. von Design Plus - Messe Frankfurt; Red-Dot-Award - Designzentrum Nordrhein-Westfalen; Good Design Award - Chicago Athenaeum; Silber- und Bronze Awards - DDC Deutscher Designer Club: Produkt des Jahres - Fachverband Kunststoff-Konsumwaren; Produkt des Jahres - Kookgilde Niederlande;  ADC Art Directors Club Deutschland; European Design Annual; IF Industrie Forum Design, Hannover; UNICEF; KüchenInnovation des Jahres® - Initiative LifeCare.
1989: Gründung des DDC Deutscher Designer Club, dessen Präsident er bis 1997 war, seitdem ist er Ehrenpräsident. Von 2003 bis 2010: Vorstandsvorsitzender Design-Zentrum Hessen e.V., heute Hessen-Design e.V. 2006 Gründungsmitglied mit Rechtsanwälten und Designschaffenden des Vereins FIDIUS Faire Designwettbewerbe e. V., um mehr Fairness für Wettbewerbsbedingungen zu erreichen.
1988: Gastdozent an der Fachhochschule Darmstadt. 1991: Gastdozent Produkt-Design Hochschule für Bildende Künste, Lissabon. 1999: Gastdozent Design-Geschichte Akademie der Bildenden Künste, Nürnberg. 2004: Gast-Professur Produkt-Design Chinesische Hochschule der Künste, Hangzhou/China. 2005/2006: Vertretungs-Professur Fachbereich Industrie-Design Kunsthochschule Kassel.

## Ausstellungen
- 1995 „Design und Innovation - Tassilo von Grolman“ Securitas-Galerie Bremen
- 1997 gemeinsame Ausstellung mit Michele de Lucchi, Ole Palsby, Timo Sarpaneva, Motomi Kawakami und Kathrin Mc Coy im Tobu Design Department in Tokio
- 2001 „25 Jahre Eingelebtes - Tassilo von Grolman Design – fotografiert von Anja Conrad“ in Darmstadt und Weimar
- 2005 „Gestalt neu denken - Designprodukte von Tassilo von Grolman“, Grassi Museum für Angewandte Kunst Leipzig.
- 2009 „Arena Design 2009“, Internationale Messe Posen
- 2018 „Tribute to 100 Years of Bauhaus - Tee- und Kaffeedesign von Tassilo von Grolman“, Deutsches Museum für Kochkunst und Tafelkultur in Frankfurt am Main